# Exame retal

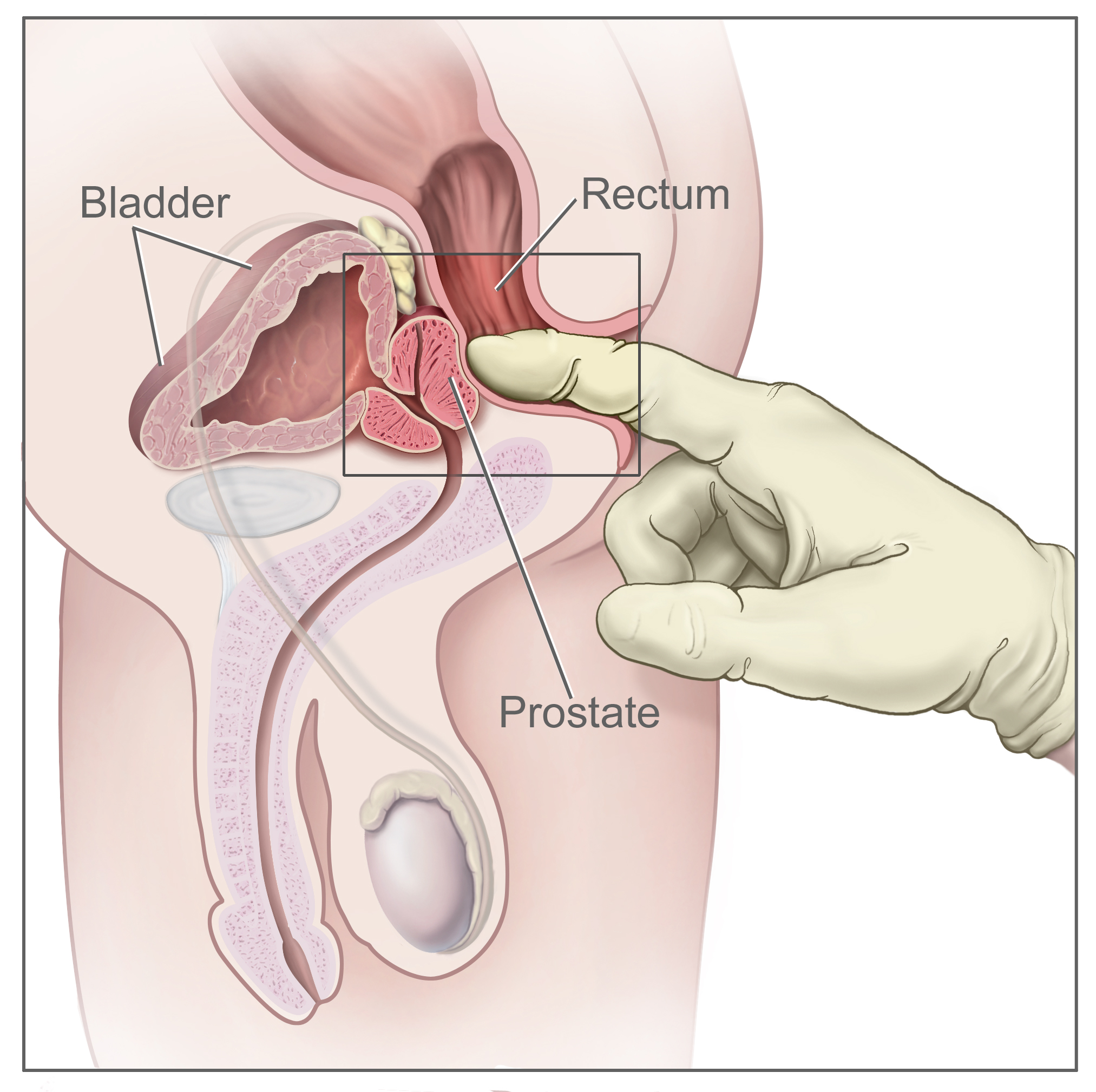
Exame retal sendo realizado, com a polpa digital do examinador em contato com a projeção da próstata na parede do reto

O exame retal, conhecido por toque retal (TR), é um exame realizado por um profissional de saúde para detetar eventuais anomalias. É importante para o diagnóstico de diversas doenças, entre elas, o câncer de próstata. 

## Procedimento
O paciente é deitado numa posição que facilite o exame. O médico introduz o dedo indicador no interior do recto do paciente através do esfíncter anal.

## Uso para diagnóstico
O TR é uma parte importante do exame geral realizado pelo médico, já que muitos tumores e outras doenças se manifestam na porção distal do reto.
Entretanto, o TR é inadequado para o monitoramento de câncer colorretal por examinar menos de 10% da mucosa colorretal, sendo neste caso a colonoscopia o método de exame de preferência.
O TR pode ser usado para:
- diagnóstico de tumores retais e outras formas de câncer;
- em homens, para o diagnóstico de doenças prostáticas, principalmente tumores e hiperplasia prostática benigna;
- o diagnóstico de apendicite ou outros exemplos de um abdômen agudo;
- estimar a tonicidade do músculo esfíncter anal, o que pode ser útil em casos de incontinência fecal ou doenças neurológicas, incluindo lesões traumáticas à medula espinhal;
- em mulheres, para palpações ginecológicas dos órgãos internos;
- exame da rigidez e cor das fezes (em casos de constipação intestinal e impactação fecal);
- exame prévio à colonoscopia ou proctoscopia;
- avaliar hemorróidas.

O TR é frequentemente combinado com um exame de sangue oculto nas fezes, que pode ser útil para o diagnóstico da etiologia de uma anemia e/ou confirmar um sangramento gastrointestinal.
Às vezes a proctoscopia pode também fazer parte do exame retal.